# چغک علفی (سرده)
چغک علفی (سرده) (نام علمی: Tiaris) نام یک سرده از تیره زردپره‌ایان است.

## گونه‌ها
- چغک علفی کوبایی،  Tiaris canorus
- چغک علفی دوده‌ای،  Tiaris fuliginosus
- چغک علفی کدر،  Tiaris obscurus
- چغک علفی زردچهره،  Tiaris olivaceus
- چغک علفی سیاه‌چهره،  Tiaris bicolor